# آرتور اوکانل
آرتور اوکانل (انگلیسی: Arthur O'Connell؛ ۲۹ مارس ۱۹۰۸ – ۱۸ مهٔ ۱۹۸۱) یک هنرپیشه اهل ایالات متحده آمریکا بود.
وی بین سال‌های ۱۹۳۸ تا ۱۹۸۱ میلادی فعالیت می‌کرد.

## فیلم‌شناسی
از فیلم‌ها یا برنامه‌های تلویزیونی که وی در آن نقش داشته است می‌توان به آناتومی یک قتل، پیک‌نیک، ماجرای پوزیدون، شریر، شریر، عملیات زیرپیراهنی زنانه، میثاق با مرگ و مردی با سگ شکاری اشاره کرد.